# 박하선
박하선(朴河宣, 1987년 10월 22일 ~ )은 대한민국의 배우이다. 2005년, 텔레비전 드라마인 사랑은 기적이 필요해를 통해 배우로 데뷔하여 활동하기 시작했다.

## 생애
박하선은 1987년 10월 22일 대한민국 서울특별시 중랑구 신내동에서 태어났다. 할아버지는 육군사관학교 3기 출신으로 한국 전쟁에 참전한 공적이 있고, 대한민국 육군 대령으로 예편하였다. 발달장애가 있는 남동생(1989년생)이 있었으나, 2019년 11월 12일에 급성 심근경색(심장마비)으로 사망했다. 서울중화초등학교, 영란여자중학교, 송곡여자고등학교를 졸업했다.
또한 동국대학교 연극영화학과를 졸업했다. 고등학생 시절 KBS 도전! 골든벨에 출연한 적이 있다. 영화 키다리 아저씨 시사회의 무대인사를 구경갔다가 스카우트되어 연예계에 입문하였다. 박하선의 할아버지는 대령 출신이며 박정희 전 대통령의 한 기수 아래 후배로 2012년 여성지 '여성중앙' 5월호를 통해 자세히 소개 됐다고 한다.
2005년 SBS 텔레비전 드라마 《사랑은 기적이 필요해》로 본격적으로 드라마에 데뷔하였으며, 2006년 《아파트》로 영화에 데뷔하였다. 2007년 KBS 《경성 스캔들》로 사극에 첫 출연하였다. 그리고 2017년 1월 22일에 배우 류수영과 결혼했다. 2017년 8월 9일에 개봉한 영화 청년경찰에서 카리스마 있는 경찰대학 선배 주희 역으로 출연 하였으며, 8월 30일에는 영화 로마의 휴일에 출연했다.

## 출연작

### 드라마
| 연도        | 제목                                                   | 역할                        | 방송사                    | 비고           |
| ----------- | ------------------------------------------------------ | --------------------------- | ------------------------- | -------------- |
| 2005        | 사랑은 기적이 필요해                                   | 송윤주                      | SBS                       | 20부작         |
| 2007        | 일단 뛰어                                              | 민정                        | KBS2                      | 16회 특별출연  |
| 2007        | 경성스캔들                                             | 소영랑                      | KBS2                      | 16부작         |
| 2008        | 왕과 나                                                | 폐비 신씨                   | SBS                       | 63부작         |
| 2008        | 강적들                                                 | 서은영                      | KBS2                      | 16부작         |
| 2008        | 전설의 고향 - 사진검의 저주                            | 향이                        | KBS2                      | 1부작          |
| 2009        | 그저 바라보다가                                        | 최수연                      | KBS2                      | 16부작         |
| 2009        | 하자전담반 제로                                        | 남현정                      | MBC 드라마넷              | 특별출연(16회) |
| 2009        | 멈출 수 없어                                           | 이주아                      | MBC                       | 129부작        |
| 2010        | 동이                                                   | 인현왕후                    | MBC                       | 5회 ~ 50회     |
| 2011 ~ 2012 | 하이킥! 짧은 다리의 역습                               | 박하선                      | MBC                       | 123부작        |
| 2013        | 광고천재 이태백                                        | 백지윤                      | KBS2                      | 16부작         |
| 2013        | 투윅스                                                 | 서인혜                      | MBC                       | 16부작         |
| 2013        | 감자별 2013QR3                                         | 박하선 (장율의 팬클럽 회장) | tvN                       | 특별출연(30회) |
| 2013        | 드라마 페스티벌 - 이상 그 이상                         | 한경혜                      | MBC                       | 1부작          |
| 2014        | 쓰리 데이즈                                            | 윤보원                      | SBS                       | 16부작         |
| 2014        | 유혹                                                   | 나홍주                      | SBS                       | 20부작         |
| 2016        | 혼술남녀                                               | 박하나                      | tvN                       | 16부작         |
| 2019        | 평일 오후 세시의 연인                                  | 손지은                      | 채널A                     | 16부작         |
| 2020        | 산후조리원                                             | 조은정                      | tvN                       | 8부작          |
| 2020        | 며느라기                                               | 민사린                      | 카카오TV                  | 12부작         |
| 2021        | 월간 집                                                | 전이슬                      | JTBC                      | 특별출연       |
| 2021        | 검은 태양                                              | 서수연                      | MBC                       | 12부작         |
| 2021        | 뫼비우스 : 검은 태양                                   | 서수연                      | MBC                       | 2부작          |
| 2023        | 사랑이라 말해요                                        | 라디오 DJ (목소리 출연)     | 디즈니플러스              | 1회 특별출연   |
| 2023        | KBS 드라마 스페셜 - 마님은 왜 마당쇠에게 고기를 주었나 | 최설애                      | KBS2                      | 단막극         |
| 2024        | 타로 : 일곱 장의 이야기                                | 영지 엄마                   | 스튜디오 X+U & U+모바일tv | 7부작          |
| 2025        | 아무짝에 쓸모없는 사랑                                 | 도도혜                      | 펄스픽                    | 웹드라마       |
| 2025        | 춘화연애담                                             | 효진 옹주                   | TVING                     | 특별출연       |
| 2025        | 사이코패스 여순정                                      | 여순정                      | 펄스픽                    | 웹드라마       |

### 영화
- 2006년 영화 《아파트》 ... 이정홍 역
- 2007년 영화 《어머니는 죽지 않는다》 ... 지혜 역
- 2008년 영화 《바보》 ... 지인 역
- 2010년 영화 《주문진》 ... 소희 역
- 2010년 영화 《영도다리 (영화)》 ... 인화 역
- 2011년 영화 《세상에서 가장 아름다운 이별》 ... 정연수 역
- 2011년 영화 《챔프》 ... 윤희 역
- 2012년 영화 《음치클리닉》 ... 나동주 역
- 2016년 영화 《탈로이도》 … 공주 역
- 2017년 영화 《청년경찰》 ... 이주희 역
- 2017년 영화 《로마의 휴일》 ... 강선영 역 (우정출연)
- 2021년 영화 《고백》 ... 오순 역
- 2022년 영화 《첫번째 아이》 ... 이정아 역
- 2022년 영화 《동감》 ... 사회학과 교수 역 (특별출연)
- 2023년 영화 《어디로 가고 싶으신가요》 ... 명지 역

### 연극
- 2010년 연극 《낮잠》 ... 소녀 이선 역
- 2023년 연극 《바닷마을 다이어리》 ... 사치 역

## 기타 출연

### 예능, 기타
| 연도 | 종류   | 방송사       | 제목                                                                       | 역할      | 비고                        |
| ---- | ------ | ------------ | -------------------------------------------------------------------------- | --------- | --------------------------- |
| 2005 | 예능   | KBS1         | 《도전 골든벨》                                                            | 출연자    |                             |
| 2008 | 예능   | MBC every1   | 《이경규의 복불복쇼》                                                      |           |                             |
| 2010 | 문화   | MBC          | 《고종의 꿈,대한 제국》                                                    | 진행자    | 8.27. ~8.28 출연            |
| 2010 | 예능   | SBS          | 《강심장》                                                                 |           | 11.30.(53회) 12.7.(54회)    |
| 2011 | 예능   | KBS2         | 《해피투게더》                                                             |           |                             |
| 2011 | 예능   | MBC          | 《놀러와》                                                                 |           |                             |
| 2011 | 시상식 | MBC          | 《방송연예대상》                                                           | MC        |                             |
| 2011 | 시상식 | MBC          | 《드라마대상》                                                             | 심사자격  |                             |
| 2012 | 예능   | KBS2         | 《해피투게더》                                                             |           |                             |
| 2015 | 예능   | MBC          | 《진짜사나이 - 여군특집2》                                                 |           |                             |
| 2015 | 예능   | MBC          | 《황금어장 라디오스타》                                                    |           |                             |
| 2016 | 예능   | tvN          | 《수요미식회》                                                             | 게스트    | 82회 일본 라멘              |
| 2017 | 예능   | JTBC         | 《김제동의 톡투유 - 걱정 말아요! 그대》                                    |           | 4.2.(100회)                 |
| 2018 | 예능   | SBS Plus     | 《당신에게 유리한 밤! 야간개장》                                           |           |                             |
| 2019 | 예능   | tvN          | 《놀라운 토요일 - 호구들의 감빵생활》                                      | 게스트    |                             |
| 2019 | 예능   | JTBC         | 《한끼줍쇼》                                                               | 게스트    | 148회 2019년 10월 23일 출연 |
| 2019 | 예능   | MBC          | 《구해줘 홈즈》                                                            | 게스트    | 34회 2019년 11월 24일 출연  |
| 2020 | 예능   | tvn          | 《아이앰 된장》                                                            | 내레이션  | 1회 2020년 1월 26일         |
| 2020 | 예능   | JTBC         | 《서울엔 우리집이 없다》                                                   | 고정출연  |                             |
| 2020 | 예능   | SBS Plus     | 《언니한텐 말해도 돼》                                                     | 게스트    |                             |
| 2020 | 예능   | SBS          | 《미운 우리 새끼》                                                         | 게스트    | 214회 11월 1일 방송분 출연  |
| 2020 | 예능   | 카카오TV     | 《톡이나 할까?》                                                           | 게스트    |                             |
| 2020 | 예능   | KBS1         | 《6.15 남북공동선언 20주년 평화음악회-길을 걷다》                          | 진행      |                             |
| 2020 | 예능   | KBS1         | 《다큐 인사이트-야생탐사 프로젝트 와일드 맵 2》                            | 고정출연  |                             |
| 2021 | 예능   | MBC          | 《전지적 참견 시점》                                                       | 게스트    |                             |
| 2021 | 예능   | 채널S        | 《신과 함께 시즌2》                                                        | 게스트    |                             |
| 2021 | 예능   | JTBC         | 《브라이드X클럽》                                                          | 고정출연  |                             |
| 2022 | 예능   | KBS2         | 《옥탑방의 문제아들》                                                      | 게스트    |                             |
| 2022 | 예능   | 쿠팡 플레이  | 《SNL 코리아》                                                             | 게스트    |                             |
| 2022 | 예능   | tvN          | 《줄 서는 식당》                                                           | 게스트    | 40회                        |
| 2022 | 예능   | SBS          | 《산불 피해 돕기 특별 생방송 희망을 보냅시다!》                            | 진행      |                             |
| 2022 | 예능   | MBC          | 《놀면 뭐하니?》                                                           | 출연      | WSG 워너비                  |
| 2022 | 예능   | MBN          | 《무작정투어 - 원하는대로》                                                | 출연      |                             |
| 2023 | 예능   | ENA          | 《명동사랑방》                                                             | 진행      |                             |
| 2023 | 예능   | JTBC         | 《듣고보니 그럴싸》                                                        | 진행      |                             |
| 2023 | 예능   | JTBC         | 《톡파원 25시》                                                            | 게스트    |                             |
| 2023 | 예능   | tvN          | 《놀라운 토요일》                                                          | 게스트    |                             |
| 2023 | 예능   | KBS2         | 《옥탑방의 문제아들》                                                      | 게스트    |                             |
| 2023 | 예능   | SBS          | 《미운 우리 새끼》                                                         | 스페셜 MC |                             |
| 2024 | 예능   | KBS1         | 《다큐 인사이트》 오늘도 기적 - 1부 예찬이 누나 예솔이 / 2부 특별한 놀이터 | 내레이션  |                             |
| 2024 | 예능   | JTBC         | 《이혼숙려캠프 - 새로고침》                                                | 진행      |                             |
| 2024 | 예능   | MBC 에브리원 | 《히든아이》                                                               | 진행      |                             |

### 음악
| 뮤직비디오 | 뮤직비디오                               | 뮤직비디오    |
| 연도       | 제목                                     | 가수          |
| ---------- | ---------------------------------------- | ------------- |
| 2006       |                                          |               |
|            |                                          |               |
| 반성문     | 조은                                     |               |
| 파랑새     | 바비킴                                   |               |
| 2007       |                                          |               |
| 2009       |                                          |               |
| 2012       | illa illa (일라 일라)                    | 주니엘        |
| 2015       | 꽃이핀다                                 | 케이윌        |
| 앨범       |                                          |               |
| 연도       | 제목                                     | 가수          |
| 2009       | 남자…버림받다                            | 세룰리안 블루 |
| 2012       | 박하선의 야옹쌤 - 하이킥 고양이 울음소리 |               |

### 광고
| 연도   | 광고 내용 |
| ------ | --- |
| 2006년 | - LG텔레콤 |
| 2007년 | - 하우트웨어 |
| 2008년 | - 이안컴퓨터 |
| 2010년 | - 모던디자인 · 옴파로스(SPRING)                                                                                    |
| 2011년 | - 겔랑 · 금단비가 - 프레디(FREDDY){의류} · 미샤 - 일동제약 아로나민씨플러스 ·                                      |
| 2012년 | - 프레디(FREDDY){의류} · 미샤 - 동원 닭가슴살 · - OZOC · 피망(청풍명월) - · 린나이 · 콜핑(아웃도어) - 코와핀(식품) |
| 2014년 | - 다나한 |
| 2016년 | - 대원제약 콜대원S                                                                                                 |
| 2021년 | - 동서식품 맥심 모카골드 마일드                                                                                    |

### 홍보대사
| 연도   | 홍보대사 |
| ------ | --- |
| 2010년 | - 심천 한국영화제 홍보대사(5월) - 하트 하트재단 홍보대사(9월)                                                                      |
| 2011년 | - 경상북도 포항시 홍보대사 |
| 2012년 | - 블루오가닉 홍보대사 - 제16회 부천국제판타스틱영화제 홍보대사(PiFan) - 에이펙스·라이브농어촌본부 홍보대사 - 대한적십자사 홍보대사 |

## 기타 진행 방송

### 라디오
- 2016년 10월 19일 MBC FM4U 정유미의 FM데이트 - 게스트
- 2019년 1월 14일 ~ 2019년 1월 20일 MBC FM4U 오후의 발견 이지혜입니다 - 스페셜 DJ
- 2019년 9월 2일 ~ 2019년 9월 29일 MBC FM4U FM 영화음악 박하선입니다 - 임시진행
- 2020년 11월 2일 ~ 현재 SBS 파워FM 박하선의 씨네타운 - 진행

## 수상 및 후보
| 연도 | 시상식                        | 부문                             | 작품                                                   | 결과 | 출처 |
| ---- | ----------------------------- | -------------------------------- | ------------------------------------------------------ | ---- | ---- |
| 2008 | 제17회 대한민국문화연예대상   | 영화부문 여자 신인연기상         | 바보                                                   | 수상 |      |
| 2010 | MBC 연기대상                  | 여자 신인연기상                  | 동이                                                   | 수상 |      |
| 2011 | 제5회 대한민국 나눔대상       | 여성가족부장관상                 | 빈칸                                                   | 수상 |      |
| 2011 | 제47회 백상예술대상           | TV부문 여자 신인연기상           | 동이                                                   | 후보 |      |
| 2011 | MBC 방송연예대상              | 코미디·시트콤부문 여자 우수상    | 하이킥! 짧은 다리의 역습                               | 수상 |      |
| 2011 | MBC 방송연예대상              | 베스트 커플상 (with 서지석)      | 하이킥! 짧은 다리의 역습                               | 후보 |      |
| 2012 | 제48회 백상예술대상           | TV부문 여자 예능상               | 하이킥! 짧은 다리의 역습                               | 수상 |      |
| 2013 | MBC 연기대상                  | 미니시리즈부문 여자 우수연기상   | 투윅스                                                 | 후보 |      |
| 2014 | SBS 연기대상                  | 미니시리즈부문 여자 최우수연기상 | 쓰리 데이즈                                            | 후보 |      |
| 2018 | 제38회 황금촬영상             | 최우수 여우조연상                | 청년경찰                                               | 수상 |      |
| 2020 | 제24회 부천국제판타스틱영화제 | 코리안 판타스틱 장편부문 배우상  | 고백                                                   | 수상 |      |
| 2021 | 제57회 백상예술대상           | TV부문 여자 조연상               | 산후조리원                                             | 후보 |      |
| 2021 | 서울드라마어워즈              | 여자연기자상                     | 며느라기                                               | 후보 |      |
| 2021 | SBS 연예대상                  | 라디오부문 여자 신인상           | 씨네타운                                               | 수상 |      |
| 2021 | MBC 연기대상                  | 미니시리즈부문 여자 최우수연기상 | 검은 태양                                              | 후보 |      |
| 2023 | KBS 연기대상                  | 여자 드라마 스페셜·TV시네마상    | KBS 드라마 스페셜 - 마님은 왜 마당쇠에게 고기를 주었나 | 후보 |      |
| 2025 | 제59회 납세자의 날            | 대통령 표창                      | 빈칸                                                   | 수상 |      |

## 오디션 당일 재떨이
박하선은 오디션을 보러간 당일에 강남은 막히니까 일찍 출발해서 15:00 - 15:30 사이에 도착할 예정이라고 했고 실제 도착한 시간은 15:15에 도착할때 뭐가 박하선한테 날라와서 피하고 나서 날라온것을 확인해보니까 조감독이 재떨이를 박하선에게 던져서 깨진것이였다고 한다.